# Microsoft SwiftKey
Microsoft SwiftKey ist eine Eingabemethode für Geräte mit Touchscreens wie Smartphones und Tabletcomputer. Die Anwendung verwendet Technologien wie N-Gramm und künstliche neuronale Netze zur Autovervollständigung und Wortvorhersage; dabei lernt sie von vorhergehenden Nachrichten. Ziel ist, die Texteingabe dadurch zu beschleunigen.

## Geschichte
Das Unternehmen SwiftKey wurde 2008 von Jon Reynolds und Ben Medlock gegründet. Mit dem Hauptsitz in Southwark, London, und mit Nebenstellen in San Francisco und Seoul beschäftigt es derzeit ca. 160 Angestellte.
Im September 2013 erwarben verschiedene Investoren wie Accel Partners, Index Ventures und Octopus Investments in einer Finanzierungsrunde mit 20 Millionen Dollar einen Minderheitsanteil an SwiftKey.
Im Februar 2016 wurde das Unternehmen komplett von Microsoft für 250 Millionen US-Dollar übernommen.
Für die iOS-Version wurde im September 2022 zunächst kommuniziert, dass diese Anfang Oktober 2022 eingestellt werden solle und über den Apple Store nicht mehr verfügbar sei. Im November 2022 wurde diese Entscheidung jedoch rückgängig gemacht.

## Systemanforderungen
- Android: Android 5.0 oder neuer; manche Geräte sind möglicherweise nicht kompatibel.